# Geoff Davis
Geoffrey C. "Geoff" Davis, född 26 oktober 1958 i Montréal, Québec, är en amerikansk republikansk politiker. Han representerade delstaten Kentuckys fjärde distrikt i USA:s representanthus 2005–2012.
Davis gick i skola i Pennsylvania. Han utexaminerades 1981 från United States Military Academy och tjänstgjorde 1976–1987 i USA:s armé.
Davis utmanade sittande kongressledamoten Ken Lucas i kongressvalet 2002 men förlorade knappt. Två år senare bestämde sig Lucas för att inte kandidera till omval. Davis besegrade demokraten Nick Clooney med 55% av rösterna mot 45% för Clooney. Medierna i USA följde valkampanjen år 2004 speciellt på grund av kändisskapet av Clooneys son George. Tidigare kongressledamoten Lucas utmanade sedan Davis i kongressvalet i USA 2006. Davis vann med 52% av rösterna mot 43% för Lucas.